# 艾草松雞
艾草松雞（學名：Centrocercus urophasianus）又名艾草榛雞或大艾草榛鸡，是北美洲最大的松雞。它們生長在美國西部和加拿大的艾伯塔省和沙士吉萬省南部長有三齒蒿的地方，種名也因此得來。甘尼森艾草松雞最近被承認為一個獨立品種，而在莫諾盆地的種群也可能是獨立的品種。
成鳥有長而尖的尾部，和長至腳趾的羽毛。雄性成鳥在眼上方有黃色的斑點，背灰色，胸白色，喉部深棕色，腹黑色；頸上有兩個黃色的囊，可以在求偶時充氣以吸引異性。雌性成鳥背部和喉部為雜以白斑的棕灰色，腹部顏色較深。雛鳥背部顏色與雌性成鳥同，腹白色。

## 生態
艾草松雞常居於一地，有些會在冬天時到附近海拔較低的地方。牠們是在地面覓食，以三齒嵩、昆蟲和其他植物為食物，但牠們無法像其他松雞般消化較硬的種子。牠們在三齒嵩下或草堆上築巢。
艾草松雞以複雜的求偶儀式著名。每年春天，雄鳥聚集在求偶場，昂首闊步向雌鳥炫耀。雌鳥在外觀察然後選擇最具吸引力的雄鳥交配。只有少數雄鳥有交配的機會。雄烏在春季的清晨和黃昏進行這樣的儀式，每次持續數小時。儀式通常在附近有濃密的三齒嵩叢的空地進行，同一處地點有時候可以用上數十年之久。

## 種群狀況
艾草松雞的數目由於棲地喪失而減少；牠們在加拿大的不列顛哥倫比亞、美國的堪薩斯州、內布拉斯加州、奧克拉荷馬州、亞利桑那州和新墨西哥州出現區域性滅絕。雖然整體上牠沒有被世界自然保護聯盟列為瀕危，但各區域的種群很可能已屬瀕危。環保組織曾試圖把牠列入《瀕危物種法》的保護範圍，但美國漁業與野生動物局出於政治理由拒絕了。2000年5月，加拿大的《危害物種法》將昔日生活在不列顛哥倫比亞的Centrocercus urophasianus phaios列為在加拿大滅絕。
艾草松雞在全球暖化天氣變得潮濕的情況下可能因半乾旱的三齒嵩生境減少而受到更大威脅。在新墨西哥州南部兩處遺跡中發現的半化石骨骼題示了在更新世冰期的分佈範圍比今日更南。

## 腳註
1. ↑  Young et al. (2000)
2. ↑  Chief US District Judge Winmill (2007)
3. ↑  Environment Canada (2006)
4. ↑  Howard (1933)

## 外部連結
- 康乃爾大學鳥類學實驗室 - 艾草松雞 （页面存档备份，存于）
- 美國地質調查局帕塔克森特鳥類辨識資訊中心 - 艾草松雞 （页面存档备份，存于）
- eNature.com: 艾草松雞
- 南達科他州鳥類與觀鳥 - 艾草松雞 （页面存档备份，存于）
- 費城自然科學院鳥類學視像資料庫：艾草松雞圖片集 （页面存档备份，存于）
- 艾草松雞的图片 （页面存档备份，存于）